# José Francisco Valladares
José Francisco Valladares Moncada (San Francisco de Soroguara, Francisco Morazán, 23 de julio de 1962) es un entrenador de fútbol hondureño. Actualmente dirige a las reservas del Real España.

## Trayectoria

### En clubes
En 2004 fue nombrado entrenador del Juticalpa Fútbol Club de la Liga de Ascenso de Honduras. En el Apertura 2005 logró llevar al equipo a la final del ascenso, la cual perdió ante el Atlético Olanchano. Durante 2008 y 2009 dirigió en las categorías inferiores del Olimpia y del Motagua por pedido del técnico mexicano Juan de Dios Castillo.
En agosto de 2009 se convirtió en entrenador del Deportivo Walter Ferreti nicaragüense. Con el equipo Rojinegro disputó cuatro finales en la primera división nicaragüense: Apertura 2009 y Apertura 2010, las cuales ganó y fue subcampeón en el Clausura 2010 y Clausura 2011.

### Selección hondureña sub-17
En noviembre de 2011 es nombrado entrenador de la Selección de fútbol sub-17 de Honduras. Dirigió durante el Campeonato Sub-17 de la Concacaf de 2013 en donde la selección hondureña logró obtener la clasificación para el Mundial Sub-17 de 2013 en Emiratos Árabes Unidos.
Una vez en Emiratos Árabes, la selección de Valladares compartió grupo con Brasil, Eslovaquia y la selección local. El equipo de Valladares ganó el primer partido ante los locales (2:1), empató el segundo ante Eslovaquia (2:2) y finalmente cayó ante Brasil (0:3). No obstante, sus dirigidos lograron clasificar a la siguiente fase en donde derrotaron a Uzbekistán (1:0), para luego enfrentarse a Suecia en los cuartos de final, donde cayeron derrotados (1:2).

#### Participaciones en Copas del Mundo
| Mundial                               | Sede                   | Resultado        |
| ------------------------------------- | ---------------------- | ---------------- |
| Copa Mundial de Fútbol Sub-17 de 2013 | Emiratos Árabes Unidos | Cuartos de final |
| Copa Mundial de Fútbol Sub-17 de 2015 | Chile                  | Fase de grupos   |
| Copa Mundial de Fútbol Sub-17 de 2017 | India                  | Octavos de final |

## Clubes
| Club                   | País      | Año         |
| ---------------------- | --------- | ----------- |
| Juticalpa F.C.         | Honduras  | 2004 - 2007 |
| Olimpia (Reservas)     | Honduras  | 2008        |
| Motagua (Reservas)     | Honduras  | 2009        |
| Walter Ferretti        | Nicaragua | 2009 - 2011 |
| Honduras Sub-17        | Honduras  | 2011 - 2015 |
| Walter Ferretti        | Nicaragua | 2016        |
| Honduras Sub-17        | Honduras  | 2017 - 2019 |
| Gimnástico             | Honduras  | 2019        |
| Real España (Reservas) | Honduras  | 2020 - 2023 |
| Real España            | Honduras  | 2023        |
| Real España (Reservas) | Honduras  | 2023 - Act. |

## Palmarés

### Campeonatos nacionales
| Título                        | Equipo         | País      | Año    |
| ----------------------------- | -------------- | --------- | ------ |
| Primera División de Nicaragua | Walter Ferreti | Nicaragua | 2009-A |
| Primera División de Nicaragua | Walter Ferreti | Nicaragua | 2010-A |